# توری‌ای کیونوبو اول
توری‌ای کیونوبو اول (ژاپنی: 鳥居 清信؛ ۱ ژانویهٔ ۱۶۶۴ – ۱ ژانویهٔ ۱۷۲۹) نقاش، و هنرمند اهل ژاپن بود.